# Sowin
Sowin (auch Zabina, deutsch Sabine, 1936–1945 Annahof) ist ein Ort der Gmina Łambinowice in der Woiwodschaft Opole in Polen.

## Geographie

### Geographische Lage
Das Angerdorf Sowin liegt im südwestlichen Teil Oberschlesiens im Falkenberger Land. Das Dorf Sowin liegt rund sechs Kilometer nordöstlich vom Gemeindesitz Łambinowice, rund 25 Kilometer nordöstlich der Kreisstadt Nysa (Neisse) und etwa 31 Kilometer südwestlich der Woiwodschaftshauptstadt Oppeln.
Sowin liegt in der Nizina Śląska (Schlesische Tiefebene) innerhalb Równina Niemodlińska (Falkenberger Ebene). Östlich des Ortes verläuft die Woiwodschaftsstraße Droga wojewódzka 405 sowie im Westen die Bahnstrecke Opole–Nysa. Das Dorf ist umgeben von weitläufigen Waldgebieten, die zum Forst Niemodlin gehören. 

### Nachbarorte
Nachbarorte von Sowin sind im Norden Goszczowice (Guschwitz), im Südosten Przechód (Psychod) sowie im Südwesten Wierzbie (Wiersbel) und der Gemeindesitz Łambinowice (Lamsdorf).

## Geschichte

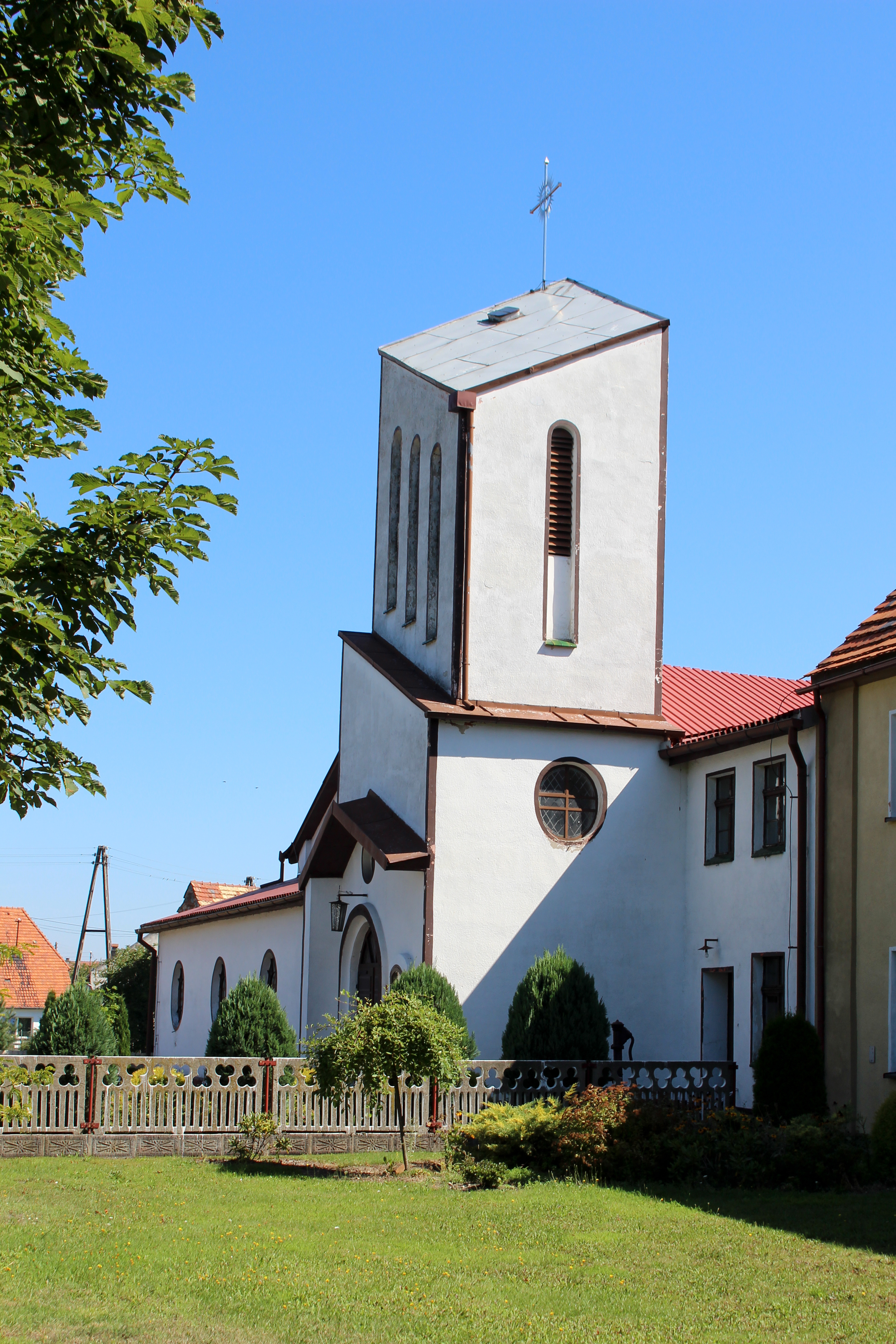
St.-Florian-Kirche

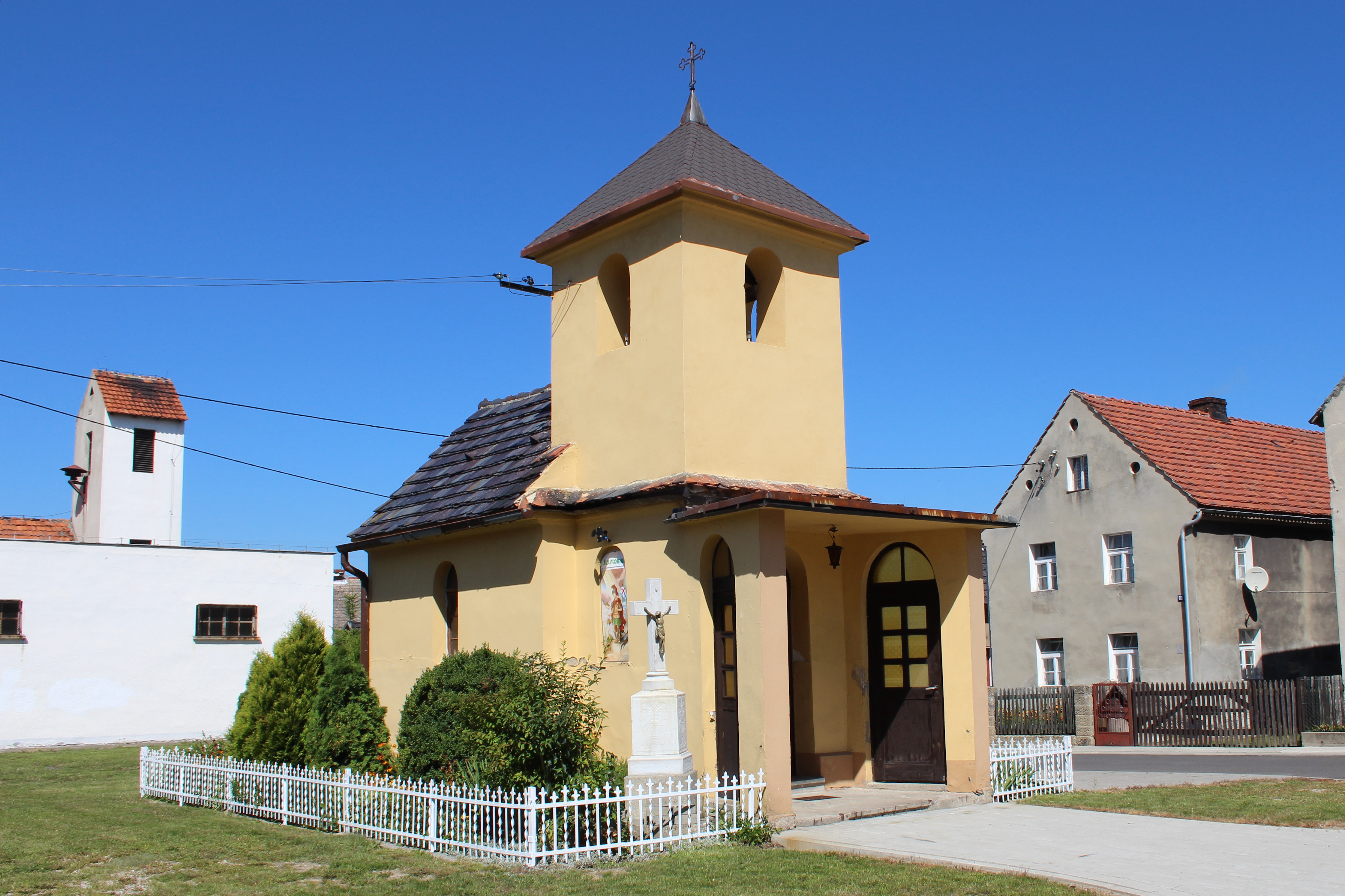
Kapelle St. Florian

Das Dorf Sabine wurde im Jahr 1525 erstmals urkundlich erwähnt. Der Ort existierte bereits zuvor und wurde vermutlich im 13. oder 14. Jahrhundert nach deutschem Recht gegründet.
Nach dem Ersten Schlesischen Krieg 1742 fiel Sabine mit dem größten Teil Schlesiens an Preußen. Zwischen 1743 und 1817 gehörte das Dorf zum Landkreis Oppeln.
Nach der Neuorganisation der Provinz Schlesien gehörte die Landgemeinde Sabine ab 1817 zum Landkreis Falkenberg O.S. im Regierungsbezirk Oppeln. 1826 wurde im Ort eine Schule eingerichtet. 1840 wurde in Sabine das Vorwerk Annenhof angelegt. 1845 bestanden im Dorf ein Schloss, ein Vorwerk, eine katholische Schule und 60 Häuser. Im gleichen Jahr lebten in Sabine 457 Menschen, davon 11 evangelische. 1865 zählte das Dorf neun Bauern, 14 Halbbauern und 22 Häusler. Die einklassige Schule zählte im gleichen Jahr 115 Schüler. 1874 wurde der Amtsbezirk Wiersbel gegründet, welcher aus den Landgemeinden Sabine und Wiersbel und den Gutsbezirken Sabine und Wiersbel bestand. 1885 zählte Sabine 611 Einwohner. 1887 erhielt der Ort mit Eröffnung der Bahnstrecke Oppeln–Neisse einen Anschluss an das Oberschlesische Eisenbahnnetz.
1933 hatte Sabine 749 Einwohner. Am 10. Juni 1936 wurde der Ortsname in Annahof geändert. 1939 zählte Annahof 806 Einwohner. Bis 1945 befand sich der Ort im Landkreis Falkenberg O.S.
Als Folge des Zweiten Weltkriegs fiel Annahof 1945 wie der größte Teil Schlesiens unter polnische Verwaltung. Nachfolgend wurde der Ort in Sowin umbenannt und der Woiwodschaft Schlesien angeschlossen. 1950 wurde es der Woiwodschaft Oppeln eingegliedert. 1999 kam der Ort zum neu gegründeten Powiat Nyski (Kreis Neisse). 2011 lebten in Sowin 521 Menschen.

## Sehenswürdigkeiten
- Römisch-katholische St.-Florian-Kirche (poln. Kościół św. Floriana)
- Kapelle St. Florian
- Steinernes Wegekreuz

## Vereine
- Freiwillige Feuerwehr OSP Sowin